# Marianna Stryjeńska
Marianna Stryjeńska (ur. 1777, zm. 14 stycznia 1848 w Sobieskiej Woli) – polska pisarka.

## Życiorys
Urodziła się w 1777 w rodzinie Pawła Andrzeja Stryjeńskiego (zm. 1802) herbu Tarnawa byłego szambelana króla Stanisława Augusta, i jego pierwszej żony Zofii Suchodolskiej (zm. 1785). Oboje rodzice wywodzili się ze starych rodzin szlacheckich wyznania ewangelicko-reformowanego (kalwińskiego) i tego wyznania była Marianna, ochrzczona 9 września 1777 w zborze kalwińskim w Piaskach Luterskich. Po śmierci matki, ojciec Marianny poślubił młodszą siostrę jej matki, Karolinę z Suchodolskich (zm. 1814).
Pierwszą jej publikacją była Oda do Boga zamieszczona w "Pamiętniku Warszawskim" Dmochowskiego w 1802. W 1820 wydała w dwóch tomach Dziedzic i poddani powieść opartą na podaniach z XVII wieku. W 1834 ukazała się w Wilnie powieść Dwanaście dni pożycia rodziny Chińskiej dla młodzieży i jej poświęcona. W rękopisach pozostała kolejna powieść Panna Florijanka oraz tłumaczenia z języka włoskiego i niemieckiego.
Ostatnie lata spędziła u swojej siostry Reginy, wdowy po Zygmuncie Stryjeńskim w Sobieskiej Woli i tu zmarła dnia 14 stycznia 1848.